# MyAnna Buring

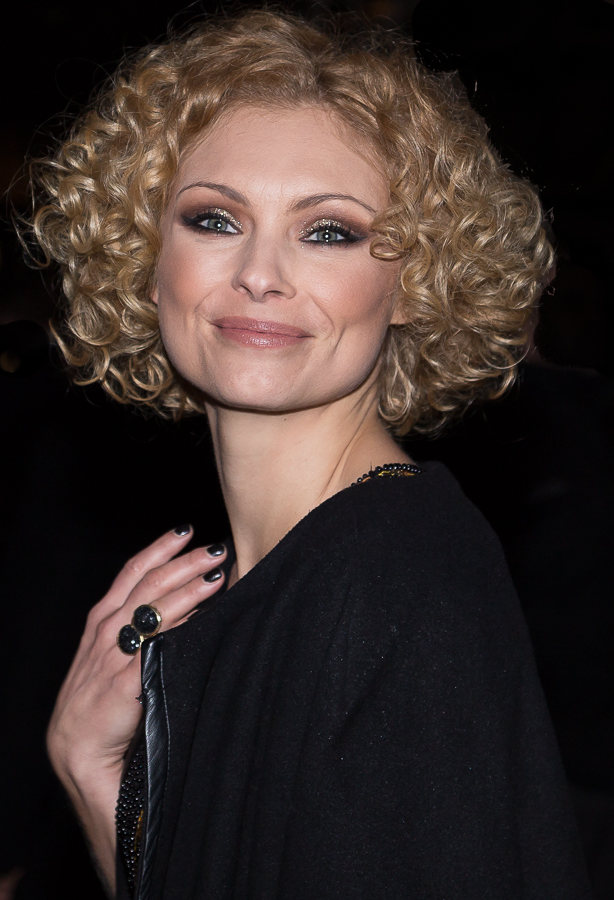
MyAnna Buring beim British Independent Film Award 2014

MyAnna Buring (* 22. September 1979 als Anna Margaretha My Rantapää in Schweden) ist eine schwedische Schauspielerin.

## Leben und Karriere
MyAnna Buring machte 2004 ihren Abschluss an der London Academy of Music and Dramatic Art. Ihren internationalen Durchbruch konnte sie 2005 im britischen Horror-Thriller The Descent – Abgrund des Grauens verzeichnen. Im vom Regisseur Neil Marshall produzierten Streifen spielt sie die junge, vom Beziehungspech geplagte, Medizinstudentin Sam, die mit ihren Freundinnen eine unbekannte Höhle erforschen will. 2009 agierte sie in dessen Fortsetzung The Descent 2 – Die Jagd geht weiter abermals in dieser Rolle.

## Filmografie (Auswahl)
- 2005: The Descent – Abgrund des Grauens (The Descent)
- 2006: Doctor Who (Fernsehserie, eine Episode)
- 2006: Das Omen (The Omen)
- 2007: Grindhouse
- 2008: Inspector Barnaby – Leben und Morden in Midsomer (Staffel 11, Folge 4)
- 2008: Doomsday – Tag der Rache (Doomsday)
- 2009: Lesbian Vampire Killers
- 2009: The Descent 2 – Die Jagd geht weiter (The Descent Part 2)
- 2010: Devil’s Playground
- 2010: Hexen – Die letzte Schlacht der Templer (Witchville, Fernsehfilm)
- 2010: George Gently – Der Unbestechliche (Inspector George Gently; Fernsehserie, 1 Episode)
- 2011: Die Vulkan-Apokalypse (Super Eruption, Fernsehfilm)
- 2011: Kill List
- 2011: Breaking Dawn – Biss zum Ende der Nacht, Teil 1 (The Twilight Saga: Breaking Dawn – Part 1)
- 2012: Breaking Dawn – Biss zum Ende der Nacht, Teil 2 (The Twilight Saga: Breaking Dawn – Part 2)
- 2012: White Heat (Fernsehserie, 6 Episoden)
- 2012: Blackout (Miniserie, 2 Episoden)
- 2012: The Poison Tree (Zweiteiler)
- 2012: Coming Up (Fernsehserie, eine Episode)
- 2012–2016: Ripper Street (Fernsehserie, 34 Episoden)
- 2012–2013: Downton Abbey (Fernsehserie, 5 Episoden)
- 2013: Agatha Christie’s Marple (Fernsehserie, eine Episode)
- 2013: Crossing Lines (Fernsehserie, eine Episode)
- 2014: Welcome to Karastan (Lost in Karastan)
- 2014: Hyena
- 2015: Banished (Fernsehserie, 7 Episoden)
- 2015: The Vote
- 2015: Prey (Fernsehserie, 3 Episoden)
- 2015: Dag (Fernsehserie, 8 Episoden)
- 2016: Hot Property
- 2016: The Comedian’s Guide to Survival
- 2017: In the Dark (Fernsehserie, 4 Episoden)
- 2018: One Night (Fernsehserie, 10 Episoden)
- 2019: Official Secrets
- 2019: Killers Anonymous – Traue niemandem (Killers Anonymous)
- 2019–2023: The Witcher (Fernsehserie, 17 Episoden)
- 2020: Die Jönsson Bande (Se upp för Jönssonligan)
- 2022: Count Magnus (Fernsehfilm)
- 2022–2024: The Responder (Fernsehserie, 9 Episoden)
- 2023: Mia and the Dragon Princess
- 2023: Exit (Fernsehserie, 4 Episoden)
- 2023: 97 Minutes